# Slag bij Montlhéry

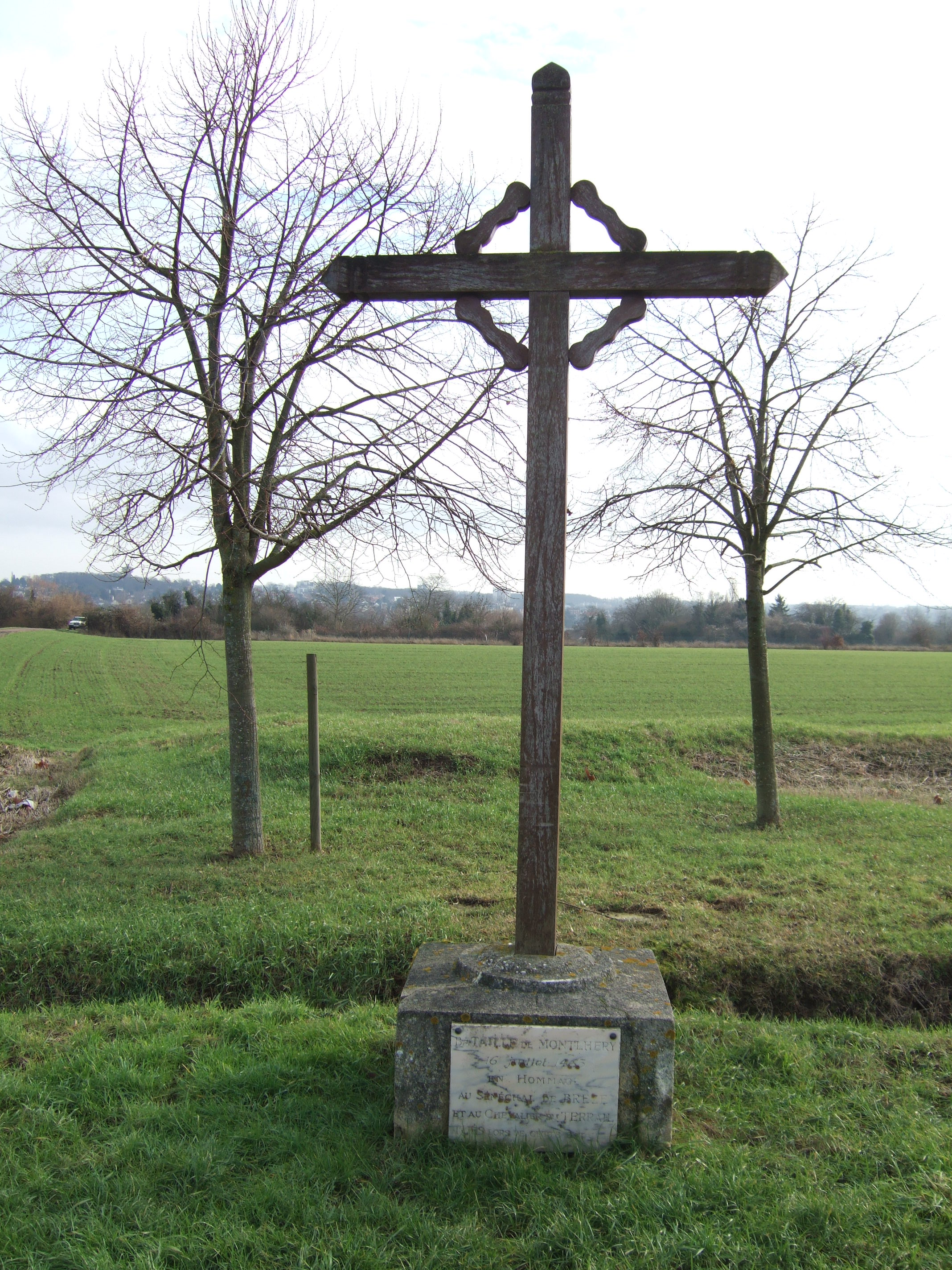
Kruis ter nagedachtenis aan de slag

De Slag bij Montlhéry was een veldslag op 16 juli 1465 tussen de Fransen onder Lodewijk XI van Frankrijk en de Bourgondiërs van de Ligue du Bien Public die onbeslist eindigde. De slag markeerde de machtsoverdracht van Filips de Goede, die gewond raakte, aan zijn zoon Karel de Stoute. De slag was belangrijk vanwege de inzet van kanonnen, zowel offensief als defensief.

## Aanleiding
Lodewijk XI was vier jaar koning en had een clausule van het verdrag van Arras uit 1435 ingeroepen om voor 400.000 gouden écu de steden langs de Somme terug te kopen van de hertog van Bourgogne Filips de Goede. De zoon van Filips de Goede, de latere Karel de Stoute was daar kwaad om, omdat hij de steden aan de Somme beschouwde als van strategisch belang voor de Bourgondische staat.
Hij vormde de ligue du Bien Public. Hertog Frans II van Bretagne, hertog Jan II van Bourbon, de hertog van Berry en hertog Jan II van Lotharingen traden toe.
Louis XI had steun van Gaston IV van Foix, van steden en ook van de Languedoc, Normandië, Champagne en Dauphiné. Hij verzamelde zijn leger en versterkte de grens met Picardië dat hij overliet aan maarschalk Joachim Rouault en liet zijn oom, graaf Karel IV van Maine met 12.000 man oprukken tegen de hertog van Bretagne. Met de rest van zijn leger rukte hij op tegen het hertogdom Bourbonnais. Hij nam Moulins in en sloot vredesverdragen met de hertog van Bourbon, Jan II van Bourbon, de graaf van Armagnac, Jan V van Armagnac en de heer van Albret, Karel II van Albret.

## Verloop

### Manoeuvres

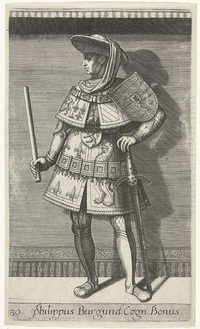
Filips de Goede leidde de Bourgondiërs, raakte gewond en van dan af nam zijn zoon Karel de Stoute zijn functie over

De Bourgondiërs trokken op 29 mei Champagne binnen, staken in juni de Vermandois over en kwamen op 5 juli aan te Saint-Denis. De bondgenoten daagden daar niet op en de Bourgondiërs vielen op 8 juli Parijs aan.
Het Bretons leger heroverde de Loire vanaf 20 juni, zonder dat de 12.000 man van graaf Karel IV van Maine tegenstand boden. Op 13 juli lag het leger op 50 km van Beaugency, waar het de koning in de flank kon aanvallen en de Bourgondische troepen vervoegen tot een gezamenlijk leger van 35.000 man.
Toen Lodewijk XI dit vernam, rukte hij snel op naar het noorden met zijn cavalerie, waarbij zijn infanterie en artillerie achterop bleven. Op 12 juli omsingelde de graaf van Charolais, Karel de Stoute, Parijs en nam hij de brug van Saint-Cloud in.
Op 13 juli rukten de twee koninklijke legers op naar Châteaudun: het ene onder de graaf van Maine en het andere onder koning Lodewijk XI vanaf Orleans. Lodewijk XI wilde de hertog van Bretagne aanvallen, omdat die het zwakste leger had.
Om de vernietiging van de Bretonnen te voorkomen, rukte de graaf van Charolais, Karel de Stoute op naar Arpajon, terwijl de hertogen van Bretagne en Berry verder naar het noorden trokken. Aangezien het Bretons leger zich zo met de Bourgondiërs zou kunnen verenigen, maakte Lodewijk XI rechtsomkeer en hij volgde een route evenwijdig aan die van de Bretonnen, maar wel sneller langs de Loire en de weg van Orléans naar Parijs. Hij verzocht de graaf van Maine om hem te vervoegen te Étampes.
Op 15 juli vorderde de graaf van Charolais voorzichtig naar het zuiden en hij droeg zijn luitenants op om gevechten te ontwijken. In de nacht van 14 op 15 juli vervoegde de graaf van Maine Lodewijk XI te Étampes, 25 km van Montlhéry. Op 15 juli bereidden de legers zich voor op de slag. Lodewijk XI liet negen missen opdragen, waarbij hij enkel gekleed in een hemd op zijn blote knieën zat te bidden. Hij verzocht maarschalk Joachim Rouault te Parijs op 24 km van Montlhéry om de volgende dag uit te breken om de achterhoede van de Bourgondiërs aan te vallen.
De ochtend van 14 juli bereikte Lodewijk XI na een geforceerde mars Etampes met zijn ruiters, terwijl zijn infanterie en artillerie nog achterop was. De koning borg zijn schatkist en zijn juwelen op in het versterkt kasteel. Hij beschikte na de samenvoeging over 15.000 ervaren beroepssoldaten, de compagnie d'ordonnance, vooral ruiters.
Het leger van Karel de Stoute telde 20.000 man, waarvan 14.000 soldaten. Hij beschikte over vele stevige wagens en kanonnen.

### Begin van de strijd

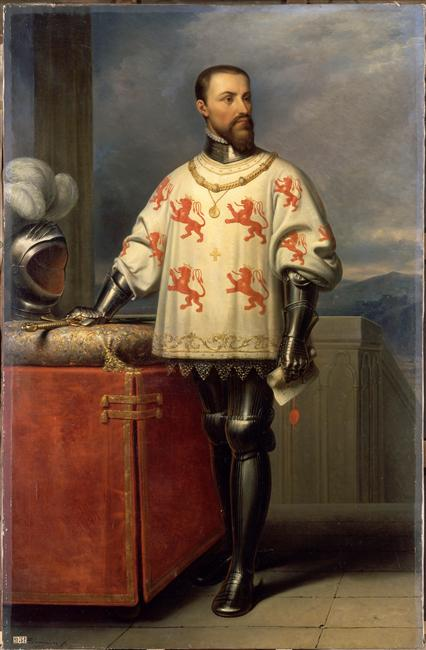
De graaf van Saint-Pol negeerde de bevelen en zette de aanval in

De Fransen waren vastbesloten om te vechten in tegenstelling tot de Bourgondiërs. Graaf Lodewijk van Saint-Pol die het bevel voerde over de Bourgondische voorpost had bevel om zich terug te trekken als hij het koninklijk leger tegenkwam. Hij negeerde dit bevel en ging de strijd aan. Karel de Stoute kon moeilijk anders dan de rest van het leger vooruit sturen om hem steun te bieden.
De 35 stukken artillerie van de graaf van Saint-Pol stonden vooraan, met erachter 500 Engelse boogschutters achter een versperring tegen cavalerie. De ruiterij was afgestegen en stond vijf meter erachter. De wagens werden bewaakt door pages en burgers.
De linkervleugel van de Bourgondiërs telde 8000 man en stond onder bevel van de graaf van Saint-Pol. De achterhoede onder Filips de Goede stelde zich links op van de graaf van Saint-Pol. De hoofdmacht onder Karel de Stoute versterkte de graaf van Saint-Pol.
De voorpost van het koninklijk leger onder bevel van Pierre de Brézé vormde de rechtervleugel. Die bestond uit ervaren beroepssoldaten en ook de Ban van Normandië. Ze stond tegenover de voorpost van Lodewijk van Saint-Pol met een diepe gracht en een brede haag ertussen. In het midden stond koning Lodewijk XI met de Schotse Garde en de ruiterij van Dauphiné. De boogschutters stonden achteraan om het dorp in te nemen. Links helemaal achteraan bevond zich de achterhoede van Karel IV van Maine.
De ochtend manoeuvreerden de Bourgondiërs in de hitte en wachtten ze een Franse aanval af. De Bourgondische artillerie bracht de Franse linie enige verliezen toe. De koninklijke artillerie had de cavalerie niet kunnen volgen, stond te ver en schoot te kort. Sommige ruiters verlieten hun rang om het gevecht aan te gaan.
Nog in de voormiddag viel een deel van de Bourgondische achterhoede het dorp van Montlhéry aan, waar ze de Franse boogschutters verdreven en dan hun beginstelling weer innamen.

### De charge van Brézé
Om 14 uur besloot Lodewijk XI om aan te vallen. Pierre de Brézé viel vanaf de rechtervleugel eerst aan. Daarna viel Lodewijk XI het centrum aan. Als laatste viel de graaf van Maine aan.
Tegelijkertijd verliet Lodewijk van Saint-Pol zijn stelling tegenover Brézé. Brézé wachtte tot Lodewijk 700 m vooruit was en gaf dan het bevel tot de aanval. Zijn ruiters reden langs de haag, waardoor het leek alsof ze vluchtten. Lodewijk zond boodschappers naar Karel de Stoute met het bericht van zijn overwinning. Zijn afgestegen ruiters keerden terug naar de wagens om hun paarden te halen om gevangenen te maken om losgeld te eisen. Dit verstoorde de orde in de derde linie van de Bourgondiërs.
Op dat moment chargeerde Brézé en hij brak door de Bourgondische linies. Er was een brede bres in het leger van Lodewijk van Saint-Pol, sommigen trokken terug, anderen waaronder graaf Lodewijk zelf vluchtten. De seneschalk van Normandië, Pierre de Brézé sneuvelde. De Franse ruiters maakten ieder die ze tegenkwamen af: ruiters, boogschutters, soldaten en zelfs de pages die de wagens bewaakten. Ze plunderden daarna het Bourgondisch konvooi.

### De charge van de graaf van Maine

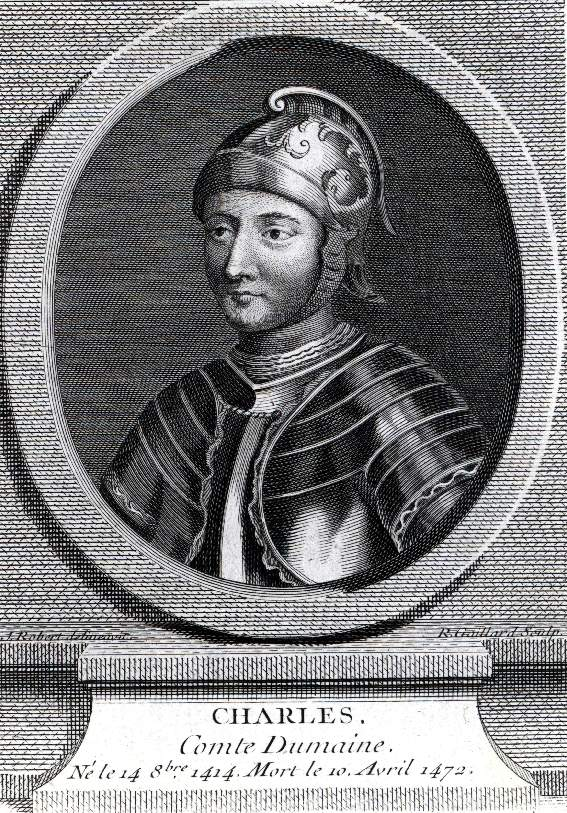
De graaf van Maine

Het was al midden in de namiddag toen koning Lodewijk XI de charge van zijn ruiterij zag lukken. Hij rekende erop dat de versterking uit Parijs tijdig zou aankomen en hij gaf zijn oom het bevel om links aan te vallen. Karel IV van Maine liet de charge blazen en zijn ruiters hielden hun lansen omlaag tegen het korps van de graaf van Charolais, maar ze maakten op het laatste ogenblik rechtsomkeer en sloegen op de vlucht. Karel de Stoute had een boodschap van Lodewijk van Saint-Pol ontvangen en lanceerde zijn charge op hetzelfde moment dat Karel IV van Maine zijn charge blies. De Bourgondiërs van Karel de Stoute achtervolgden Karel IV van Maine.

### De Schotse Garde
De Franse koning zag zijn overwinning ineens verdwijnen. De artillerie van beide kampen kwam vooruit om meer schade te kunnen aanrichten. Filips de Goede viel gewond neer midden in de slag. De Franse koning verkeerde al in moeilijkheden en zijn paard werd onder hem gedood, waardoor hij over de grond rolde. Paniek brak uit, maar de Schotse Garde beschermde de koning, bracht hem een nieuw paard en hielp hem in het zadel.
Lodewijk XI ontsnapte uit het strijdgewoel, haalde de vluchtenden en de achterhoede terug en keerde ermee terug naar de strijd. De Bourgondiërs gaven de strijd op. Lodewijk XI weerhield zijn troepen van een achtervolging. Hij hergroepeerde zijn troepen en trok zich terug op de hoogte van Montlhéry. Hij zond ruiters naar de stelling van Karel IV van Maine in het zuiden.

### De graaf van Charolais keert terug
Karel de Stoute gaf gehoor aan de raad van zijn kapiteins en gaf de achtervolging van Karel IV van Maine op. Toen hij met enkele tientallen ruiters terugkeerde op het slagveld in de waan van een overwinning zag hij met afgrijzen dat de koning nog altijd de heuveltop van Montlhéry hield.
De koning stuurde ruiters op hem af en Karel bond de strijd aan. Hij liep een wonde op aan zijn keel van een zwaard, maar de Fransen konden hem niet gevangennemen. Hij kon het kamp van de Bourgondiërs bereiken en daar de mannen van Filips de Goede en Lodewijk van Saint-Pol en enkele honderden ruiters moed inspreken tot de avond viel.

### Koning Lodewijk XI vlucht in de nacht
Lodewijk XI gaf bevel om tijdens de nacht vuren aan te steken in het dorp en op de top, zodat de Bourgondiërs dachten dat de volgende dag opnieuw gevochten zou worden. Ondertussen trok de koning met zijn mannen weg naar Parijs langs de route van Corbeil-Essonnes.
's Morgens vielen de Bourgondiërs de vermeende vijandelijke stellingen aan, maar ze konden alleen vaststellen, dat het koninklijk leger vertrokken was met achterlating van kanonnen. Karel de Stoute beschouwde zich als overwinnaar.
Lodewijk XI streek neer in het kasteel van Charles d'Allonville te Louville-la-Chenard.
Het Bourgondisch en Bretoens leger kwamen op 19 juli samen en een maand later belegerden ze Parijs.

### De brieven van Lodewijk

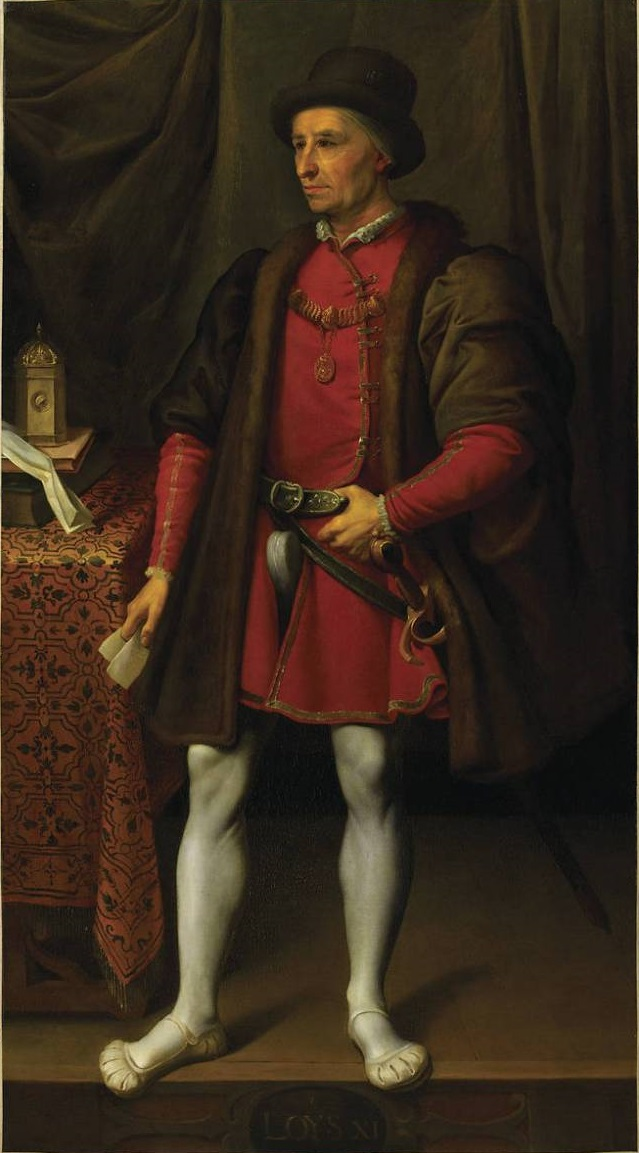
Koning Lodewijk XI van Frankrijk

Lodewijk XI bereikte Corbeil-Essonnes tegen de avond. Op 17 juli stuurde de koning brieven naar de steden die hem trouw waren zoals Lyon en Abbeville. In die brieven gaf de koning een rooskleurige voorstelling van de toestand van het koninklijk leger met enkele manifeste onwaarheden.

Dierbaren en geliefden, gisteren, ongeveer twee uur na het eten, waren de graven van Charrolais en van Saint-Pol, Atof van Cleves, de bastaard van Bourgondië en al hun mannen in gevecht bij Montlhéry, versterkt met hun ruiters en geschut en wij kregen de raad om hen aan te vallen, wat we deden. God zij dank waren wij de besten en was de overwinning voor ons en twee of drie keer vluchtten de graaf de Charolais en het grootste deel van zijn mannen en de graaf de Saint-Pol; wel tweeduizend vluchtten; waaronder de heer van Esmeries en de heer van Haplincourt werden gevangengenomen. Er waren er nog meer die gevlucht zijn en die we achtervolgd hebben en we hebben er meerdere naar de stad Corbueil gevoerd. Wat betreft de belangrijkste slag van het gevecht, er zijn tien doden van hen gevonden voor elke dode van ons, er zijn 1400 tot 1500 doden aan hun kant en 200 tot 300 gevangenen, waaronder veel edelen. De bastaard van Bourgondië is gedood en er is ons verteld, dat de graven van Charrolais en van Saint-Pol zwaargewond zijn. Wij zijn op het slagveld gebleven tot de zon onderging en hebben ons dan teruggetrokken om naar deze stad Corbueil te komen met heel ons leger, uitgezonderd degene die andere zaken te regelen hadden en daartoe naar andere plaatsen getrokken zijn. Die zaken betekenen dat u dank kan zeggen aan Onze Heer. Gedaan te Corbueil, de 17e dag van juli.
Lodewijk XI
Aan onze dierbare en geliefde burgers en bewoners van onze stad Lyon.

## Gevolgen
Beide kampen konden aanspraak maken op de overwinning:
- Lodewijk XI had aanzienlijke verliezen toegebracht aan zijn tegenstander, temeer omdat het leger van Parijs de volgende dag uitrukte om de vluchtende Bourgondiërs te achtervolgen en te doden of gevangen te nemen.
- Karel de Stoute bleef meester van het slagveld en veroverde een deel van de koninklijke artillerie, maar kon niet verhinderen dat de koning naar Parijs ontkwam.

De uitgangsstellingen voor de rest van de oorlog waren volledig veranderd:
- Lodewijk XI had Parijs kunnen bereiken met zijn leger, maar zijn leger was verzwakt, een derde van zijn troepen was de strijd ontvlucht zonder te vechten en zijn versterking die op 25 km lag was niet komen opdagen.
- De Bourgondiërs hadden zware verliezen geleden, maar kregen versterking van het Bretoens leger en van anderen zoals de hertog Jan II van Lotharingen, Armagnac en Albret. Ze sloegen een beleg op voor Parijs.

Lodewijk XI kwam er zonder veel moeilijkheden weer bovenop. In de herfst onderhandelde hij met partijen van de ligue du Bien Public en hij sloot verdragen af: op 5 oktober het Verdrag van Conflans op 29 oktober het Verdrag van Saint-Maur en op 23 december het Verdrag van Caen, waarbij hij met gebiedsafstand de ligue du Bien Public kon doen ontbinden.